# Rafael Caldera
Pour les articles homonymes, voir Caldera.
Rafael Antonio Caldera Rodríguez [rafaˈel anˈtonjo kalˈdeɾa roˈðɾiɣes], né le 24 janvier 1916 à San Felipe, État d'Yaracuy  et mort le 24 décembre 2009 à Caracas, est un homme d'État vénézuélien. Il est président du Venezuela à deux reprises, du 11 mars 1969 au 11 mars 1974 et du 2 février 1994 au 2 février 1999.

## Jeunesse et avant-guerre
Orphelin à deux ans, il fait ses études chez les jésuites, participe à des organisations catholiques et effectue des études de droit et de sociologie à l'université centrale du Venezuela (1931-38). Secrétaire des Jeunesses catholiques, il participe à la fondation de l'Unión Nacional Estudiantil (UNE) en 1936, qui se transforme deux ans plus tard en parti, l'Acción Electoral (AE). À cette époque, l'UNE est à droite, soutenant clairement le franquisme. L'AE s'intégra au Movimiento de Acción Nacional qui fournira l'une des bases du Comité d'organisation politique électorale indépendante (COPEI, démocrate-chrétien) en 1946. Jeune député, Caldera se rend à Washington en 1942, rencontrant Jacques Maritain, dont il contribue à introduire la pensée au Venezuela.
Après son doctorat, il devint professeur, et fut membre fondateur de l'Association latino-américaine de sociologie (1950) et président de l'Association vénézuélienne de sociologie (1958-1967). Membre de l'Academia Venezolana de la Lengua (en) et directeur de l'Institut vénézuélien du droit du travail (1958-66), il est aussi considéré comme un modernisateur du droit du travail, et est l'auteur de plusieurs ouvrages sur Andrés Bello et Simón Bolívar.

## Après la Seconde Guerre mondiale

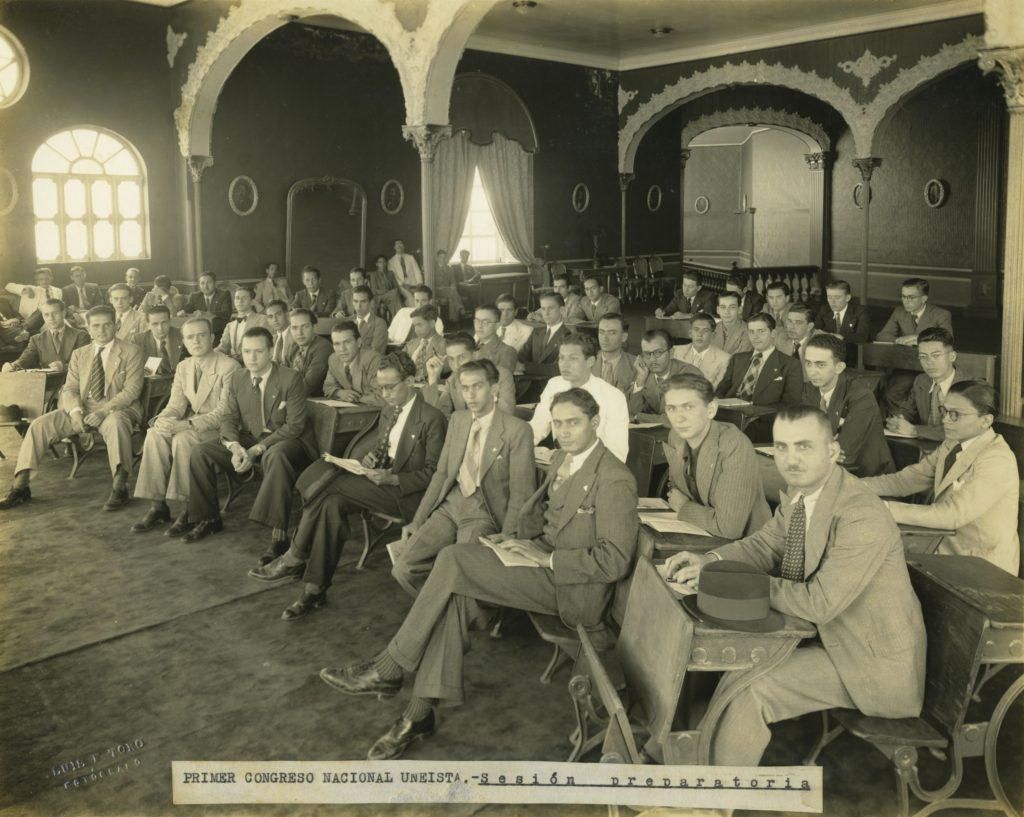
Réunion de l'Unión Nacional de Estudiantes (UNE).

Créateur en 1946 du COPEI, destiné à diffuser les idées du catholicisme social, celui-ci obtient 19 députés aux élections d'octobre 1946, devenant la deuxième force du pays, loin derrière, toutefois, l'Action démocratique (AD, social-démocrate) qui a 137 sièges. Celui-ci met en œuvre un programme anti-clérical (fermeture écoles religieuses, etc.), qui voit l'Église entrer dans l'arène politique aux côtés du COPEI.
Chef du COPEI, transformé en parti en 1948, Caldera se présente à l'élection présidentielle (es), mais est vaincu par le candidat de l'AD, Rómulo Gallegos. Pendant la dictature de Marcos Pérez Jiménez (1948-1958) il connait la prison, puis part en exil. Il est cependant nommé procureur général sous le gouvernement provisoire de Wolfgang Larrazábal (1958), poste qu'il abandonne pour se présenter à la présidentielle de 1958 (es), étant à nouveau battu par Rómulo Betancourt (AD). Il signe néanmoins avec l'AD et l'Union républicaine démocratique (URD) le pacte de Punto Fijo (octobre 1958), qui pose les bases de la démocratie vénézuélienne.
Lors du retour de la démocratie, le COPEI est l'un des deux grands partis vénézuélien, avec l'Action démocratique (sociale-démocrate). Caldera préside l'Organisation démocrate-chrétienne d'Amérique latine de 1964 à 1968, ainsi que l'Union mondiale démocrate-chrétienne (devenue Internationale démocrate centriste) de 1967 à 1968.

## Président (1969-1974)

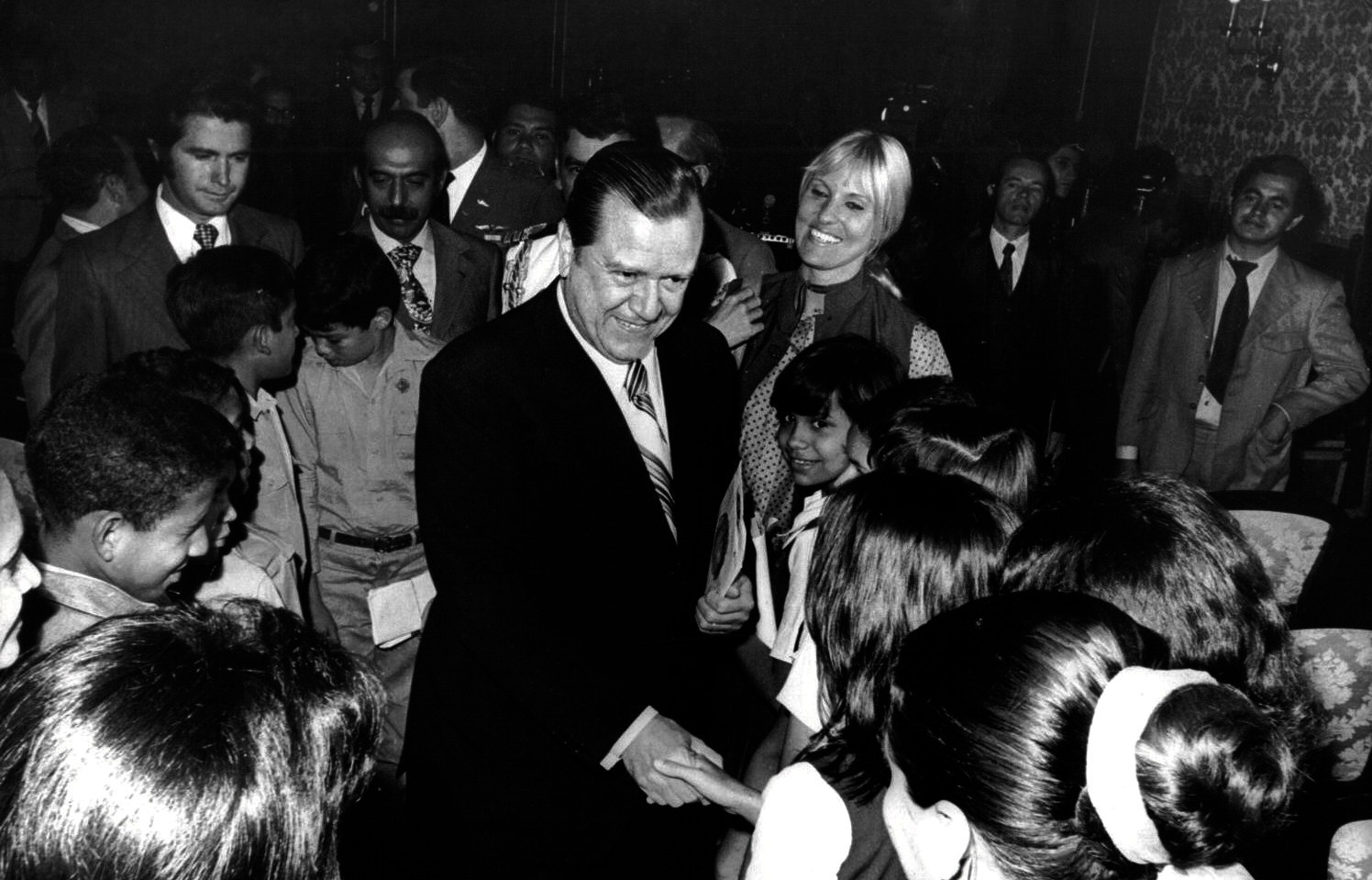
Caldera inaugurant le collège Caracciolo Parra León, à Caracas (1972).

Il est élu président d'une courte tête face à son adversaire Gonzalo Barrios de l'Action démocratique, disposant de seulement trente-deux mille voix d’avance.
Il ne dispose pas de majorité parlementaire, mais accélère la pacification du pays (trêve avec la guérilla et levée de l'interdiction du Parti communiste et du Mouvement de la Gauche révolutionnaire). Caldera n'hésite cependant pas à réprimer la gauche, raison pour laquelle il ferme définitivement l'Escuela Técnica Industrial, et, pendant deux ans, l'Université centrale.
Il signe le protocole de Port d'Espagne (1970) qui règle provisoirement un conflit frontalier avec le Guyana. Avec l'AD, il réforme la Constitution de 1961 (es), ajoutant une clause empêchant toute personne condamnée à plus de trois ans de prison de se présenter aux élections: celle-ci vise l'ex-dictateur Marcos Pérez Jiménez, qui pensait être candidat à la présidentielle de 1973 (es).
Plusieurs grands chantiers ont lieu sous sa présidence (inauguration du Poliedro de Caracas (es) en 1974, début des travaux du complexe pétro-chimique d'El Tablazo dans l'État de Zulia, etc.). En février 1974, il passe la main à Carlos Andrés Pérez (AD).

## Des années 1980 à 1999
Après avoir laissé passer la période de 10 ans, pendant laquelle la Constitution lui interdisait de se présenter à nouveau à la présidentielle, il est à nouveau candidat de COPEI à l'élection de 1983 (es), mais perd face au candidat de l'AD, Jaime Lusinchi. Battu aux primaires de 1987 par Eduardo Fernández Jiménez (es), il quitte le COPEI et fonde Convergencia (es).
Après les émeutes du Caracazo en février 1989, il déclare, le jour de la tentative de putsch militaire, à laquelle participe le futur président Hugo Chávez (4 février 1992), « il est difficile de demander au peuple de s'immoler pour la liberté et la démocratie, quand il pense que la liberté et la démocratie ne sont pas capable de lui donner à manger ».
Ces prises de position lui permettent d'être élu en 1993, soutenu par une majorité comportant des sociaux-démocrates, des communistes et d'autres représentants de gauche (Mouvement vers le Socialisme, ou MAS, Mouvement électoral du peuple). Teodoro Petkoff (MAS) obtient le portefeuille des Finances, et Pompeyo Márquez (es) celui des Frontières; d'autres ministères sont donnés à des indépendants.
En octobre 1997, lors d’une visite de Bill Clinton à Caracas, un accord de coopération pour la lutte contre le narcotrafic (11 millions de dollars) est signé. Le Venezuela est alors décrit par les autorités américaines comme « la plus importante route de contrebande du narcotrafic depuis la Colombie jusqu’aux marchés illicites. Le pays sert de zone de transit pour environ 100 tonnes de cocaïne et 10 tonnes d’héroïne par an ».
Il amnistie les auteurs du putsch manqué de 1992, lesquels fondent, en 1997, le Mouvement Cinquième République, vainqueur à l'élection présidentielle vénézuélienne de 1998. Malgré la crise bancaire de 1994, qui le pousse à présenter un programme économique contre l'inflation, l'Agenda Venezuela (es), le pays s'apaise, tandis que Rafael Caldera assure la démocratie et la recherche de consensus national.
Pour lutter contre la crise qui sévit, Caldera décide cependant de suspendre certaines garanties constitutionnelles, en particulier celles concernant la libre-entreprise, ce qui est, au vu de la situation, toléré par la communauté internationale, mais moins par les milieux d'affaires vénézuéliens. Décidant finalement d'appeler à l'aide le Fonds monétaire international (FMI), il dévalue le bolívar de 70 % et opère un tournant politique en mettant en place une politique de rigueur : il lève le contrôle des changes, privatise le secteur public et met en œuvre un programme de réduction du déficit budgétaire, organisant aussi une réforme des assurances sociales (chômage, etc.). Ces mesures provoquent le mécontentement populaire (manifestations, etc.), tandis qu'elles le contraignent à chercher l'appui de l'Action démocratique, les partis de gauche s'y opposant. Plusieurs figures de l'AD entrent ainsi au gouvernement.

## Fin de vie
Atteint de la maladie de Parkinson, il meurt le 25 décembre 2009 à l'âge de 93 ans. Son épouse Alicia est morte en 2011 à 87 ans.

## Famille
Caldera a six enfants, dont Juan José Caldera, député de l'État d'Yaracuy de 2000 à 2006.